# Alex the Astronaut
Alexandra Frances Lynn (Sydney, 3 de março de 1995), conhecida profissionalmente como Alex the Astronaut, é uma cantora e compositora folk-pop australiana.
Seu álbum de estreia Theory of Absolutely Nothing, foi lançado em 21 de agosto de 2020 e alcançou a posição 22 na parada de álbuns da ARIA. Seu segundo álbum de estúdio How to Grow a Sunflower Underwater foi lançado em 22 de julho de 2022.
Lynn tem sua própria gravadora, a Minkowski Records, que recebeu o nome em hoomenagem ao Diagrama de Minkowski.

## Vida pregressa
Lynn se formou no Pymble Ladies' College, em Sydney, antes de estudar matemática e física na Long Island University, em Nova York, incluindo uma tese sobre sonoluminescência, onde jogou futebol pelo LIU Post Pioneers como atacante.

## Carreira

### 2017–2018:To Whom It May ConcerneSee You Soon
Lynn lançou seu EP de estreia, To Whom It May Concern, como Alex the Astronaut, em 2017. O EP trouxe o single "Already Home", que foi descrito pelo HuffPost Austrália como "um número melancólico sobre uma viagem de ônibus e reflexões sobre as banalidades da vida".
O segundo EP de Lynn, See You Soon, trouxe o single "Not Worth Hiding", e foi indicado ao J Award, na categoria Artista Descoberto do Ano de 2017.
Sua faixa "Not Worth Hiding" ficou em 23º lugar no Triple J Hottest 100 e foi descrita como um hino não oficial para a campanha "Yes" na Pesquisa Postal da Lei do Casamento Australiana, que foi uma pesquisa nacional conduzida pelo governo australiano para avaliar o apoio popular à legalização do casamento entre pessoas do mesmo sexo na Austrália. A consulta foi realizada por meio do serviço postal entre os dias 12 de setembro e 7 de novembro de 2017. Diferentemente das eleições e referendos no país — em que o voto é obrigatório — responder a essa pesquisa era voluntário.
Lynn se apresentou no The Great Escape Festival, em Brighton, no Reino Unido, e no Primavera Sound Festival, em Barcelona, na Espanha. Alex the Astronaut iniciou sua primeira turnê nacional australiana em novembro de 2018.

### 2019–2020:The Theory of Absolutely Nothing
Lynn lançou o single "I Like To Dance" em 8 de agosto de 2019, que Brooklyn Vegan descreveu como "folk-pop melodioso para contar uma história assustadora".
Em janeiro de 2020, lançou o single "I Think You're Great" e "Split the Sky" em abril. A faixa faz referência à franquia de filmes, Harry Potter, na linha de abertura onde Lynn canta "Eu estive mais fria, assistindo Harry Potter parecendo mais velho". Alex The Astronaut tuitou a inspiração após o lançamento. James e Oliver Phelps, que interpretaram os gêmeos Weasley, retuitaram a postagem.
Em maio de 2020, Lynn anunciou seu álbum The Theory of Absolutely Nothing, com lançamento previsto para 21 de agosto de 2020, e lançou um single subsequente intitulado "Lost".
The Theory of Absolutely Nothing foi lançado em 21 de agosto de 2020, e o single "Caught in the Middle" foi lançado no mesmo dia. O videoclipe do single apresenta uma aparição de Lindy Morrison, do Go-Betweens, e mostra as duas jogando tênis e tocando bateria competitivamente. The Line of Best Fit descreveu seu álbum de estreia como "um disco repleto de histórias vibrantes, espirituosas, perspicazes e comoventes, todas voltadas para melodias folk-pop ricas e ternas". A NME Austrália elogiou o álbum como uma "estreia dinâmica e ambiciosa" e rankeou com cinco estrelas.

### 2021–presente:How to Grow a Sunflower Underwater
Em 19 de novembro de 2021, Lynn lançou "Growing Up" que, segundo o Triple J, é a "música favorita e mais honesta" que ela escreveu. Sua sequência "Airport" foi lançada em janeiro de 2022. Em 3 de março de 2022, Lynn lançou "Octopus" e anunciou o lançamento de seu segundo álbum de estúdio, How to Grow a Sunflower Underwater.

## Vida pessoal
Lynn se identifica como uma pessoa gay. Ela mencionou que "não está em um ponto definitivo" em sua jornada de identidade de gênero. Lynn usa pronomes ela / eles. Lynn foi diagnosticada com autismo em maio de 2021.

## Estilo musical e influências
A música de Lynn foi categorizada como folk pop e folktronica, e comparada com a do músico australiano Paul Kelly.

## Discografia

### Álbuns de estúdio
| Título                             | Detalhes | Posição na Austrália             | |    |
| ---------------------------------- | --- | -------------------------------- | --- | -- |
| Título                             | Detalhes | The Theory of Absolutely Nothing | - Lançado: 21 de agosto de 2020 - Etiqueta: ADA, Rede - Formatos: CD, LP, download digital, streaming | 22 |
| How to Grow a Sunflower Underwater | - Lançado: 22 de julho de 2022 - Gravadora: Warner Music Austrália - Formatos: CD, LP, download digital, streaming | 47                               | |    |

### Álbuns ao vivo
| Título                              | Detalhes                                                                                     |
| ----------------------------------- | -------------------------------------------------------------------------------------------- |
| The Space Tour Live (At Your Place) | - Lançado: 26 de abril de 2019 - Etiqueta: Minkowski - Formatos: Download digital, streaming |

### Peças estendidas
| Título                 | Detalhes                                                                                          | Posição na Austrália   | |   |
| ---------------------- | ------------------------------------------------------------------------------------------------- | ---------------------- | --- | - |
| Título                 | Detalhes                                                                                          | To Whom It May Concern | - Lançado: 31 de março de 2017 - Gravadora: Minkowski Records - Formatos: LP, download digital, streaming | — |
| See You Soon           | - Lançado: 6 de outubro de 2017 - Etiqueta: Minkowski - Formatos: LP, download digital, streaming | —                      | |   |
| Rage & All Its Friends | - Lançado: 22 de novembro de 2024 - Etiqueta: Minkowski - Formatos: download digital, streaming   | 19                     | |   |

Notas
1. 1 2  To Whom It May Concern e See You Soon receberam um lançamento físico como Notes from an Astronaut.[36]

### Singles

#### Como artista principal
| Título                              | Ano  | Álbum                              |
| ----------------------------------- | ---- | ---------------------------------- |
| "Already Home"                      | 2016 | To Whom It May Concern             |
| "Rockstar City"                     | 2017 | To Whom It May Concern             |
| "Not Worth Hiding"                  | 2017 | See You Soon                       |
| "Waste of Time"                     | 2018 | Single (sem álbum)                 |
| "Happy Song" (original or Shed mix) | 2018 | The Theory of Absolutely Nothing   |
| "I Like to Dance"                   | 2019 | The Theory of Absolutely Nothing   |
| "I Think You're Great"              | 2020 | The Theory of Absolutely Nothing   |
| "Split the Sky"                     | 2020 | The Theory of Absolutely Nothing   |
| "Lost"                              | 2020 | The Theory of Absolutely Nothing   |
| "Banksia"                           | 2020 | The Theory of Absolutely Nothing   |
| "Christmas in July"                 | 2020 | The Theory of Absolutely Nothing   |
| "Caught in the Middle"              | 2020 | The Theory of Absolutely Nothing   |
| "Growing Up"                        | 2021 | How to Grow a Sunflower Underwater |
| "Airport"                           | 2022 | How to Grow a Sunflower Underwater |
| "Octopus"                           | 2022 | How to Grow a Sunflower Underwater |
| "Haircut"                           | 2022 | How to Grow a Sunflower Underwater |
| "Ride My Bike"                      | 2022 | How to Grow a Sunflower Underwater |
| "South London"                      | 2022 | How to Grow a Sunflower Underwater |
| "Cold Pizza"                        | 2024 | Rage & All Its Friends             |
| "If You Have to Go"                 | 2024 | Rage & All Its Friends             |
| "Road Rage"                         | 2024 | Rage & All Its Friends             |

#### Como artista em destaque
| Título                                         | Ano  | Álbum              |
| ---------------------------------------------- | ---- | ------------------ |
| "Dickheads" Tuka featuring Alex the Astronaut) | 2020 | Single (sem álbum) |

## Prêmios e indicações

### AIR Awards
O Australian Independent Record Awards (conhecido informalmente como AIR Awards) é uma cerimônia anual criada para reconhecer, promover e celebrar o sucesso do setor musical independente da Austrália.
| Ano  | Álbum        | Categoria                 | Resultado | Ref.   |
| ---- | ------------ | ------------------------- | --------- | ------ |
| 2018 | See You Soon | Melhor Álbum Independente | Indicado  | [ 62 ] |

### ARIA Music Awards
O ARIA Music Awards é uma cerimônia anual de premiação que reconhece a excelência, a inovação e o desempenho em todos os gêneros da música australiana. A artista Alex the Astronaut já recebeu uma indicação ao prêmio.
| Ano  | Álbum                                                                              | Categoria                                   | Resultado | Ref.   |
| ---- | ---------------------------------------------------------------------------------- | ------------------------------------------- | --------- | ------ |
| 2020 | The Theory of Absolutely Nothing                                                   | Breakthrough Artist – Release               | Indicado  | [ 64 ] |
| 2022 | How to Grow a Sunflower Underwater                                                 | Melhor Álbum de Música Adulta Contemporânea | Indicado  | [ 65 ] |
| 2022 | Giulia Giannini McGauran for Alex the Astronaut How to Grow a Sunflower Underwater | Melhor Arte de Capa                         | Indicado  | [ 65 ] |

### J Awards
O J Awards é uma série anual de premiações da música australiana, criada pela estação de rádio Triple J, voltada para o público jovem e pertencente à Australian Broadcasting Corporation. A premiação teve início em 2005 e reconhece talentos, inovação e realizações de artistas na cena musical australiana.
| Ano  | Álbum   | Categoria                | Resultado | Ref.   |
| ---- | ------- | ------------------------ | --------- | ------ |
| 2017 | Herself | Artista Revelação do Ano | Venceu    | [ 66 ] |

### National Live Music Awards
O National Live Music Awards (NLMAs) é um amplo reconhecimento da diversidade da indústria de música ao vivo da Austrália, celebrando o sucesso da cena musical ao vivo australiana. A premiação teve início em 2016.
| Ano  | Álbum     | Categoria                                     | Resultado | Ref.          |
| ---- | --------- | --------------------------------------------- | --------- | ------------- |
| 2018 | Ela mesma | Melhor Artista Revelação                      | Indicado  | [ 67 ] [ 68 ] |
| 2018 | Ela mesma | People's Choice – Best Live Voice of the Year | Indicado  | [ 67 ] [ 68 ] |